# 中国人民解放军海军潜艇部队
中国人民解放军海军潜艇部队，是中国人民解放军海军下属的一个兵种。

## 现状
目前，海军潜艇部队有如下部队:

### 作战部队编制
潜艇第二支队（正师级，北部战区海军）
潜艇第十二支队（正师级，北部战区海军）
潜艇第二十二支队（正师级，东部战区海军）
潜艇第四十二支队（正师级，东部战区海军）
潜艇第三十二支队（正师级，南部战区海军）
潜艇第五十二支队（正师级，南部战区海军）

### 规模
根据美国国防部公布的《2022年度中国军力报告》，解放军海军目前有6艘攻击型核潜艇、6艘弹道导弹核潜艇和44艘柴电/AIP潜艇。

### 基地
| 解放军内名称                    | 国外通称       | 所属舰队     | 停驻潜艇类别                         | 地点         |
| ------------------------------- | -------------- | ------------ | ------------------------------------ | ------------ |
| 09基地 （为部分媒体报道的名称） | 姜哥庄海军基地 | 北部战区海军 | 09I型攻击核潜艇09II型弹道导弹核潜艇  | 青岛市崂山区 |
| 海军潜艇第二基地                | 榆林海军基地   | 南部战区海军 | 09III型攻击核潜艇09Ⅵ型弹道导弹核潜艇 | 三亚市吉阳区 |
| 海军潜艇第一基地                | 青岛海军基地   | 北部战区海军 | 常规动力潜艇                         | 青岛市市北区 |
|                                 | 旅顺口海军基地 | 北部战区海军 | 常规动力潜艇                         |              |
|                                 | 大榭岛海军基地 | 东部战区海军 | 常规动力潜艇                         | 宁波市北仑区 |
|                                 | 下川岛海军基地 | 南部战区海军 | 常规动力潜艇                         | 江门市台山市 |
|                                 | 三亚海军基地   | 南部战区海军 | 常规动力潜艇                         | 三亚市吉阳区 |

## 历史
1950年8月，解放军海军的建军方针指出：“以现有力量为基础，重点发展鱼雷快艇、潜艇和海军航空兵等新力量（简称“空、潜、快”），逐步建设一支强大的国家海军。”故此，时至今日，潜艇部队都是海军的“长子”，得到重点培养和发展。
1950年底，海军正式向苏联提出订购潜艇并培训学员的要求。1951年4月，由275名干部、战士组成的潜艇学习队，到苏联海军太平洋舰队驻旅顺老虎尾的潜艇分队学习。1952年5月,中国第一个潜艇基地在青岛建成。1953年夏天，苏联向中国海军赠送了一艘C级旧潜艇，这是海军的首艘服役的潜艇，但这艘潜艇十分老旧，根本无法航行。1954年6月19日，海军以旅顺潜艇学习队为基础组建了第一支潜艇部队——海军独立潜艇大队。同年6月24日,从苏联接收2艘M级潜艇，分别命名为“新中国11号”和“新中国12号”，排水量大约200吨。7月，又接收了苏联2艘C级潜艇，排水量860吨，分别命名为“国防21号”和“国防22号”，并开始执行远航巡逻警戒任务。
与此同时,中国自制潜艇的计划也已酝酿成熟。1953年6月4日,中苏签订了“六·四”协定,苏方有偿转让W级常规鱼雷潜艇的建造权，提供成套器材设备和设计图纸资料，由中国船厂建造,并派专家来华指导。当年，中国先后在江南、武昌两个造船厂装配制造前苏联转让的W级中型常规动力潜艇。首艇于1955年4月在江南造船厂开工,1956年3月下水,1957年10月交付海军。W级潜艇是中国生产的第一型潜艇，中国称之为6603型潜艇，后改称为03型潜艇。
1959年7月，424、425、426号潜艇进行中国海军潜艇的第一次22天的远航，在人员技术和潜艇装备均严重不足的当时，这是当时海军出海航行最长的记录。
1964年11月，129艇完成了42昼夜的远航任务。1976年12月，252艇突破第一岛链到太平洋训练。
时至今日，海军潜艇部队已经发展成拥有弹道导弹核潜艇、攻击核潜艇、常规动力潜艇等各式潜艇的部队，在规模上是亚洲最大、世界第三的潜艇部队。

## 流行文化
- 《深海利剑》：电视剧

## 圖集

C級潛艇
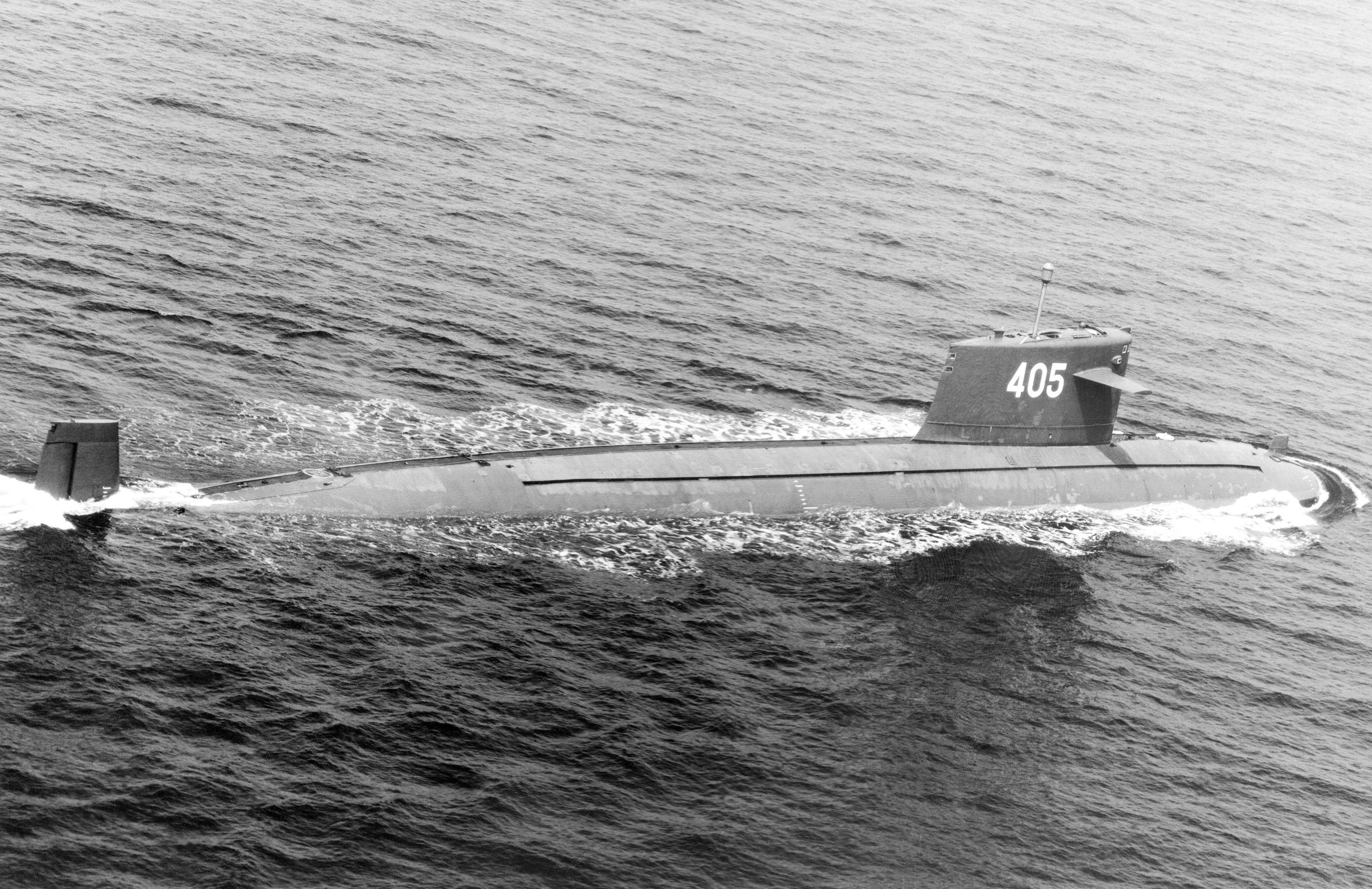
1993年的09I型核潜艇
09II型核潜艇模型图
09III型核潜艇模型图
09IV型核潜艇
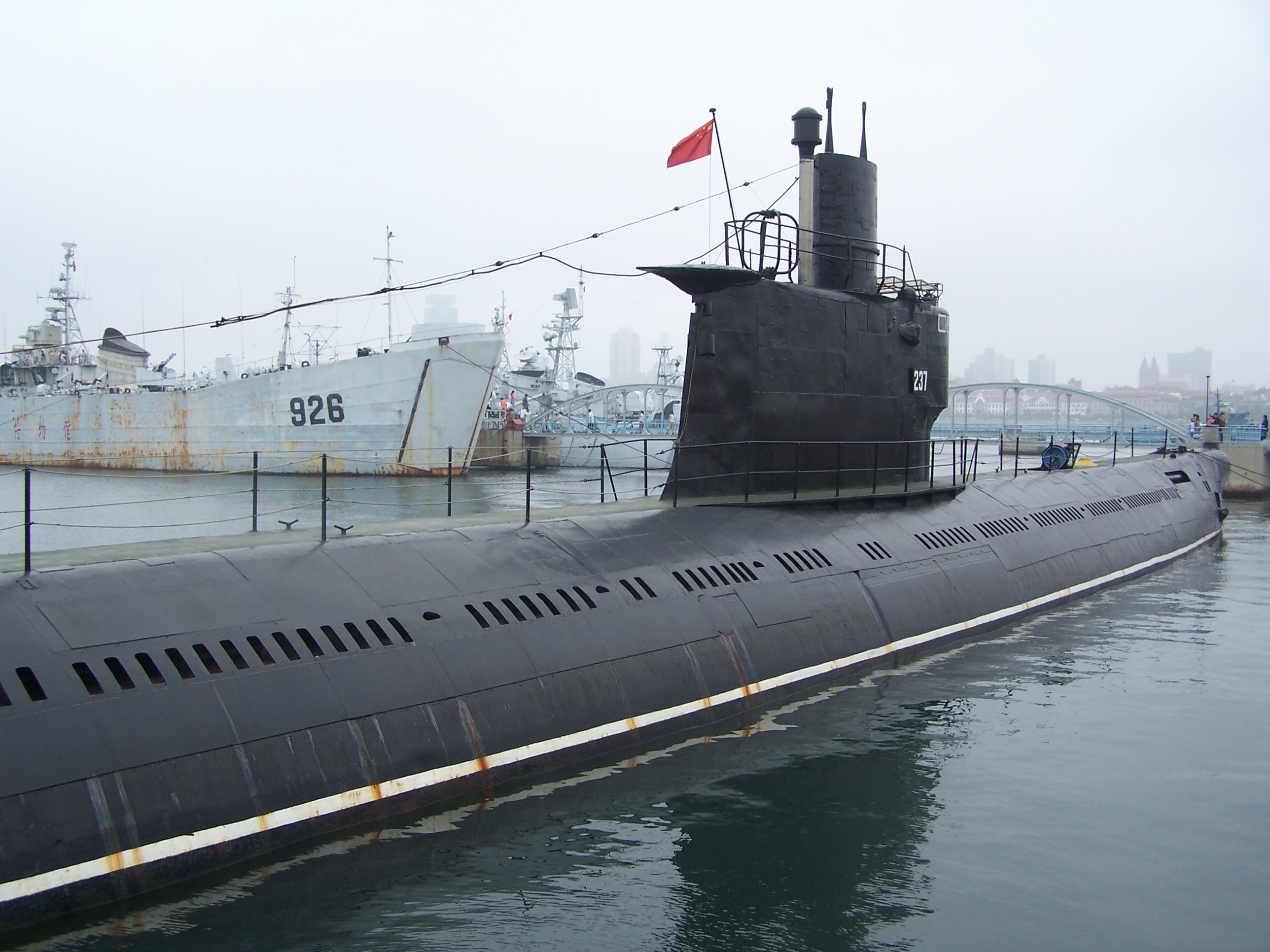
035型潜艇
039型潜艇